# Pawłowice Namysłowskie (stacja kolejowa)
Pawłowice Namysłowskie – nieczynna stacja kolejowa, na zlikwidowanej linii kolejowej nr 317, w miejscowości Pawłowice Namysłowskie, w województwie opolskim, w powiecie namysłowskim, w gminie Namysłów, w Polsce.